# Elton Gallegly
Elton W. Gallegly, född 7 mars 1944 i Huntington Park, Kalifornien, är en amerikansk republikansk politiker. Han var ledamot av USA:s representanthus 1987–2013.
Gallegly gick i skola i Huntington Park High School och studerade vid California State University. Han arbetade sedan som fastighetsmäklare i Kalifornien. Han var borgmästare i Simi Valley i södra Kalifornien 1980–1986.
Kongressledamoten Bobbi Fiedler kandiderade utan framgång till USA:s senat i senatsvalet 1986. Gallegly vann kongressvalet och efterträdde Fiedler i representanthuset i januari 1987. Han omvaldes tolv gånger innan han avstod från att kandidera på nytt i valet 2012.
Gallegly och hustrun Janice har fyra barn.